# Drosophila microralis
Drosophila microralis este o specie de muște din genul Drosophila, familia Drosophilidae, descrisă de Tsacas în anul 1981. Conform Catalogue of Life specia Drosophila microralis nu are subspecii cunoscute.